# Henri Lauvaux
Henri Lauvaux (Châlons-en-Champagne, 9 ottobre 1900 – Parigi, 19 luglio 1970) è stato un mezzofondista francese.

## Biografia
Nel 1924 partecipò ai Giochi olimpici di Parigi, conquistando il bronzo nella corsa campestre a squadre insieme a Gaston Heuet e Maurice Norland.

## Palmarès
| Anno | Manifestazione  | Sede      | Evento          | Risultato | Prestazione | Note |
| ---- | --------------- | --------- | --------------- | --------- | ----------- | ---- |
| 1924 | Giochi olimpici | Parigi    | 10000 m piani   | 11º       | 32'48"0     |      |
| 1924 | Giochi olimpici | Parigi    | Cross           | 5º        | 36'44"8     |      |
| 1924 | Giochi olimpici | Parigi    | Cross a squadre | Bronzo    | 20 p.       |      |
| 1928 | Giochi olimpici | Amsterdam | 10000 m piani   | Finale    | dnf         |      |